# Barlettai kolosszus
A barlettai kolosszus egy nagyméretű bronzszobror az olaszországi Barlettában, a San Sepolcro-bazilika előtt.

## Története
Az 5,11 méter magas szobor valószínűleg egy kelet-római császárt ábrázol. A hagyományok szerint 1204-ből származik, amikor egy velencei hajó, a keresztesháborúban kifosztott Konstantinápolyból hazatérve az apuliai partok mentén elsüllyedt, a kincseit pedig a hullámok partra vetették. A hagyományok szerint a szobor Hérakleiosz bizánci császárt ábrázolja, ezt azonban a történelmi és művészettörténészeti vizsgálatok megcáfolják, ezek II. Theodosius, Honorius, I. Valentinianus vagy Marcianus császárok ábrázolásának tartják.
A történelmi források alapján úgy tartják, hogy a szobor az ókori Ravennában állt. A II. Frigyes által elrendelt ásatások során, 1231-1232-ben találták ismét meg és a császár parancsára Apuliába (a császár kedvenc tartózkodási helye) szállították. Első írásos említése 1309-ból származik, amikor lábait és kezeit a helyi Domonkos-rendi szerzetesek beolvasztották, hogy harangot öntsenek templomuk számára. A hiányzó részeket a 15. században pótolták.